# Farscape
Farscape är en science fictionserie som skapades av Rockne S. O'Bannon och hade TV-premiär 1999. Serien höll på i 4 säsonger, (1999-2003) innan den lades ner. 2004 gjordes en miniserie i två delar som heter "Farscape: The Peacekeeper Wars" för att knyta ihop lösa trådar. I USA sändes serien ursprungligen i Syfy.

## Handling
En astronaut, John Crichton, slungas genom ett maskhål och hamnar i en helt annan del av universum. Väl där blir han indragen på ett skepp med förrymda fångar som han under seriens gång samarbetar med och som även blir hans vänner. Hans stora mål är dock att hitta ett maskhål som leder tillbaka till jorden.

## Skådespelare
- Ben Browder - John Crichton (1999-2003)
- Claudia Black -  Officer Aeryn Sun (1999-2003)
- Virginia Hey - Pa'u Zotoh Zhaan (1999-2001)
- Anthony Simcoe - Captain Ka D'Argo (1999-2003)
- Gigi Edgley - Chiana (1999-2003)
- Jonathan Hardy - Dominar Rygel XVI (voice) (1999-2003)
- Lani John Tupu -    Voice of Pilot (1999-2003)/Captain Bialar Crais (1999-2002)
- Wayne Pygram -  Scorpius/Harvey (2000-2003)
- Paul Goddard - Stark (2000-2003)
- Tammy McIntosh - Joolushko 'Jool' Tunay Fento Hovalis (2001-2003)
- Raelee Hill - Sikozu Svala Shanti Sugaysi Shanu (2002-2003)
- Melissa Jaffer - Utu-Noranti Pralatong (2002 - 2003)

### Vanligt förekommande gästskådespelare
- Kent McCord - Jack Crichton
- David Franklin - Captain Meeklo Braca
- Rebecca Riggs - Commandant Mele-On Grayza
- Matthew Newton - Ka Jothee

## Om serien
I Sverige visades serien endast i Hallmark och Canal+, vilket gjorde att få uppmärksammade den.

### Fotnoter
1. ↑  ”Farscape”, The Complete Directory to Prime Time Network and Cable TV Shows 1946–Present, åttonde utgåvan, oktober 2003, ISBN 978-0-345-45542-0.[källa från Wikidata]
2. ↑  ”Farscape” (på engelska). TV.Com. Arkiverad från originalet den 21 januari 2017. https://web.archive.org/web/20170121093238/http://www.tv.com/shows/farscape/. Läst 26 januari 2017.